# Alois Eckl
Alois Eckl (* 21. Juli 1900 in München; † 19. Juli 1959 ebenda) war ein deutscher Schlosser und Gewerkschafter.
Eckl arbeitete von 1923 bis 1933 als Heizer bei der Reichsmonopolverwaltung für Spiritus und Branntwein in München. Einige Jahre wurde er im Konzentrationslager Dachau inhaftiert. Von 1939 bis 1945 war er Schlosser und Lagerverwalter bei Brown-Boveri & Co. in München. Nach Ende des Zweiten Weltkriegs arbeitete er als ab 1947 als Leiter der Bezirksstelle Oberbayern des DGB. Vom 1. Januar 1950 bis zum 31. Dezember 1955 war er Mitglied des Bayerischen Senats.